# 実物教授
実物教授（じつぶつきょうじゅ）とは、具体的な実物やものごとの現象を生徒に直接示したり、触れることによって、理解や体験を得られるような指導を行うことである。もともとはスイスのヨハン・ハインリヒ・ペスタロッチが提唱したもので、即物教授という言い方もある。原語（ドイツ語）は、Sachunterrichtである。

## 学校教育の方法論の確立
ペスタロッチは、教師が生徒に抽象的で、観念的な知識を一方的に注入する教授法に対して、子ども自ら学ぼうとする自己活動に教授の基礎をおくべきだと考えた。また、彼は、直観教授法という教授法を主張し、事物に対する直観（die Anschauung、ひらめきの直感ではなく、観ることで理解するという意味）から子どもの認識を発展させるという。つまり、認識を単純な構成要素にわけ、そこから事物の表象を再構成させるという学習指導方法を主張した。このような学習指導の方法論「メトーデ(Methode)」は、集団を対象とした学習指導法の本格的な開発として評価されている。
ペスタロッチは実際に学校を経営して教育の方法を研究した人物であり、直観主義の教育方法「メトーデ」を確立した。「直観」とは直接モノを観て教えるという実物主義の考えで、「数・形・語」を教えた。例えば果実でその数、形体、名称や性質を教える。基礎陶冶（焼き物を作るための陶土をしっかりと吟味して選別し、それを慎重に焼き物に仕上げていくこと）を重視して、その上で開発主義（開発主義教授法のこと）の問答法で認識をすすめていくことを提唱した。
「メトーデ」とは直観教授のことであり、知識を言葉によって教えるのではなく、実物や絵を子どもたちに見せて、感覚器官を通じて知識を習得させていく方法である。この点でペスタロッチは感覚器官を育てた後に理性の教育へと展開すべきことを推奨する。
明治時代の日本にもペスタロッチ主義の教育実践が流入した。なおこの直観教授は「開発教授」として伝えられている。明治時代には、絵など書いた図表を先生が指し、子どもたちに「これは何ですか」とたずねて実物を見せながら授業を展開させていく実物教授的な授業が取り組まれるようになった。

## 日本の明治期における実物教授の導入
日本の初等教育に実物教授が取り入れられたのは、明治初期であるが、それまでの教育方法は読書をもって学問の本領をなすと考えられ、素読暗唱が良しとされていた。一方、江戸時代の「往来物」のような庶民のための実践的、実用的な生活の知恵の教えは、実物教授にも通じるものといってよいだろう。
明治初期の教科書の多くは、ペスタロッチ主義で構成されたものであった。国語読本、算術、歴史、地理など。例えば、算術の授業方法は、数字を綴らせ、読みを教え、書取をさせて、数的概念を教え、それから計算に進むというものであった。明治20年（1887年）代に入ると、「開発教授」に代わって、体系を重視するヘルバルト主義の教授法が積極的に導入され、より効率的な伝達の方式として認められ、主流になっていった。その結果、ペスタロッチ主義の教授法は一時注目されることは少なくなった。しかし、第二次世界大戦後、再び、教育の原点回帰が起こり、ペスタロッチ、フレーベルの見直しがなされるようになってきた。